# Juan Antonio Morales
Pour les articles homonymes, voir Morales.
Juan Antonio Morales, né le 18 avril 1969, à Bilbao, en Espagne, est un ancien joueur de basket-ball espagnol. Il évolue au poste de pivot

## Biographie
En 2017, Jordi Villacampa, président de la Joventut de Badalona depuis 1999 ne se représente pas et Morales devient le nouveau président du club.

## Palmarès
- Champion d'Espagne 1991, 1992
- Coupe Korać 1990
- Ligue des champions d’Europe 1994
- Eurocoupe 1997
- Finaliste des Jeux méditerranéens de 1987